# Futur Sexe (magazine)
 (avril 2023).

Future Sex est un magazine des années 1990 basé à San Francisco et publié par Kundalini Publishing. Le magazine est brillant, avec une impression en quadrichromie, et présente des articles, des interviews, des critiques, de l'érotisme et des photographies érotiques célébrant l'air du temps de la révolution technologique, de la modification corporelle, de la libération sexuelle et de l'intégration de penchants sexuels auparavant considérés comme tabous - du bondage au fétichisme sexuel en passant par la "télédildonique".
Future Sex est resté un magazine publié durant une courte durée, et seuls sept numéros ont été publiés.
Selon Jack Boulware de Salon, « Future Sex incarne un San Francisco créatif, décalé, pervers, loufoque et pro-sexe.
Le rédacteur en chef fondateur du magazine est John Shirley.